# Terre de Kemp
La Terre de Kemp ou côte de Kemp est une terre de l'Antarctique, qui s'étend de la baie d'Édouard VII à la baie de William Scoresby.
Elle fait partie du Territoire Antarctique australien.

## Géographie
La Terre de Kemp est située dans l'est de l'Antarctique entre les terres d'Enderby et de Mac. Robertson, plus précisément entre la baie Édouard VIII et la baie William Scoresby. La côte mesure environ 100 km de long et la zone s'étend d'environ 56 ° 25 'E à 59 ° 34' E.
La région est vallonnée avec les montagnes Hansen (en) et les montagnes Framnes (en) près de la côte. Les montagnes Hansen se composent de plusieurs nunataks et le plus haut sommet est le mont Gjeita (en) avec 1 700 m d'altitude. La région compte également un certain nombre de glaciers, les plus grands étant les glaciers Rippon et Wilma et l'oasis antarctique des collines Stillwell (en).

## Histoire
Elle a été nommée en l'honneur du capitaine Peter Kemp, chasseur de phoques britannique qui a découvert cette partie de la côte en 1833, ce nom a été validé par le Comité consultatif américain sur les noms antarctiques (US-ACAN, une unité du United States Geological Survey).